# Moerarchis lapidea
Moerarchis lapidea är en fjärilsart som beskrevs av Turner 1927. Moerarchis lapidea ingår i släktet Moerarchis och familjen äkta malar. Inga underarter finns listade i Catalogue of Life.